# ريتشارد إس. نيومان
ريتشارد إس. نيومان (بالإنجليزية: Richard S. Newman)‏ هو مؤرخ أمريكي، ولد في 30 مارس 1930، وتوفي في 7 يوليو 2003.